# Castellana 77
Castellana 77 (antes Edificio Ederra) es un edificio de 18 plantas y 68 m de altura destinado a oficinas de Madrid (España). Se sitúa en el número 77 del paseo de la Castellana, en el barrio de Cuatro Caminos, perteneciente al distrito de Tetuán, forma parte de la supermanzana de AZCA. Se localiza detrás del Edificio Trieste junto a Castellana 81 (antigua sede de BBVA), El Corte Inglés y la Torre Negra.

## Historia

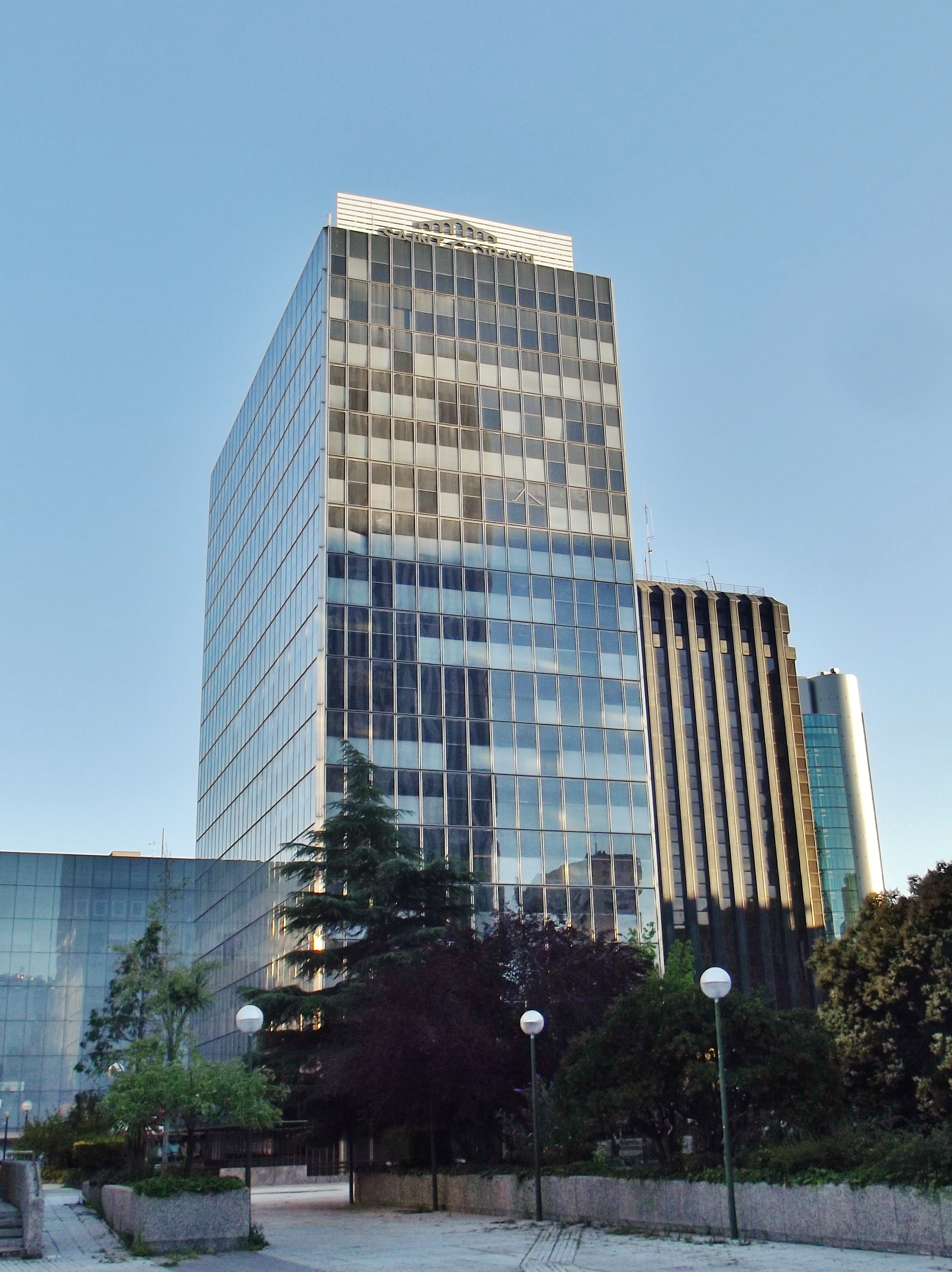
El edificio en 2014

El edificio fue construido entre 1973 y 1977 y proyectado por el arquitecto Manuel Aymerich Amadiós. La construcción se realizó sobre la base de un núcleo central de hormigón levantado por medio de encofrado deslizante, que contiene escaleras, ascensores y aseos; y sirve al mismo tiempo como contraviento de la estructura. Fue novedoso en su día por su fachada, enteramente acristalada, prevista de un sistema de paneles solares que captan la energía solar. Cuando se inauguró fue descrito como un edificio «supermoderno» y considerado el «primer edificio auto-energético de Madrid». Fue inaugurado en 1978 y tuvo un coste de 950 millones de pesetas sin incluir los terrenos.
Fue la sede social del grupo Saint Gobain Cristalería en España. Banco Guipuzcoano (actual Banco Sabadell) vendió las tres plantas de su propiedad en 2001 por 2300 millones de pesetas (13,82 millones de euros). En la azotea, el anagrama del banco fue sustituido por el de Saint Gobain.
El edificio fue comprado en 2003 por BBVA a dicha empresa por 87,5 millones de euros, que siguió en régimen de alquiler hasta 2013; y en enero de 2015 fue adquirido por Gmp, una empresa patrimonial.

## Rehabilitación

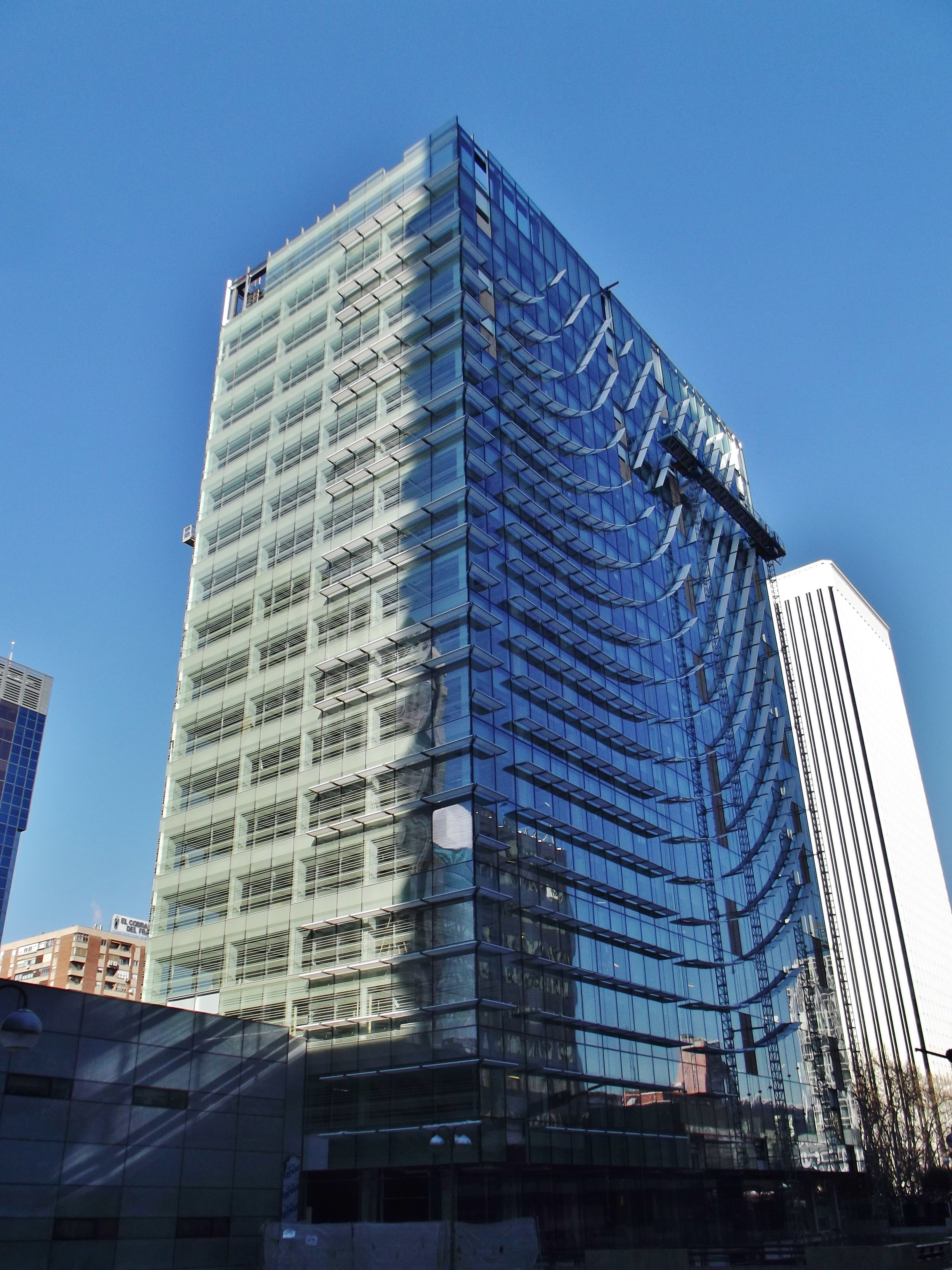
En obras, en enero de 2017.

Entre finales de 2015 y el segundo trimestre de 2017 se efectuaron obras de rehabilitación por 30 millones de euros de la mano de la firma Luis Vidal + Architects y la promotora Acciona. Se instalaron lamas, que además de proteger del sol y contribuir a su eficiencia energética, se iluminan por la noche otorgándole al inmueble su seña de identidad. Además, Gmp cerró un convenio con el Ayuntamiento para rehabilitar las dos plazas junto a Castellana 77 con el fin de mejorar su accesibilidad y su estética. Al poco de comenzar las obras, se desató un pequeño incendio en la azotea sin mayores consecuencias.
El inmueble cuenta con la pre-certificación LEED Oro en la categoría Core & Shell.